# March 781

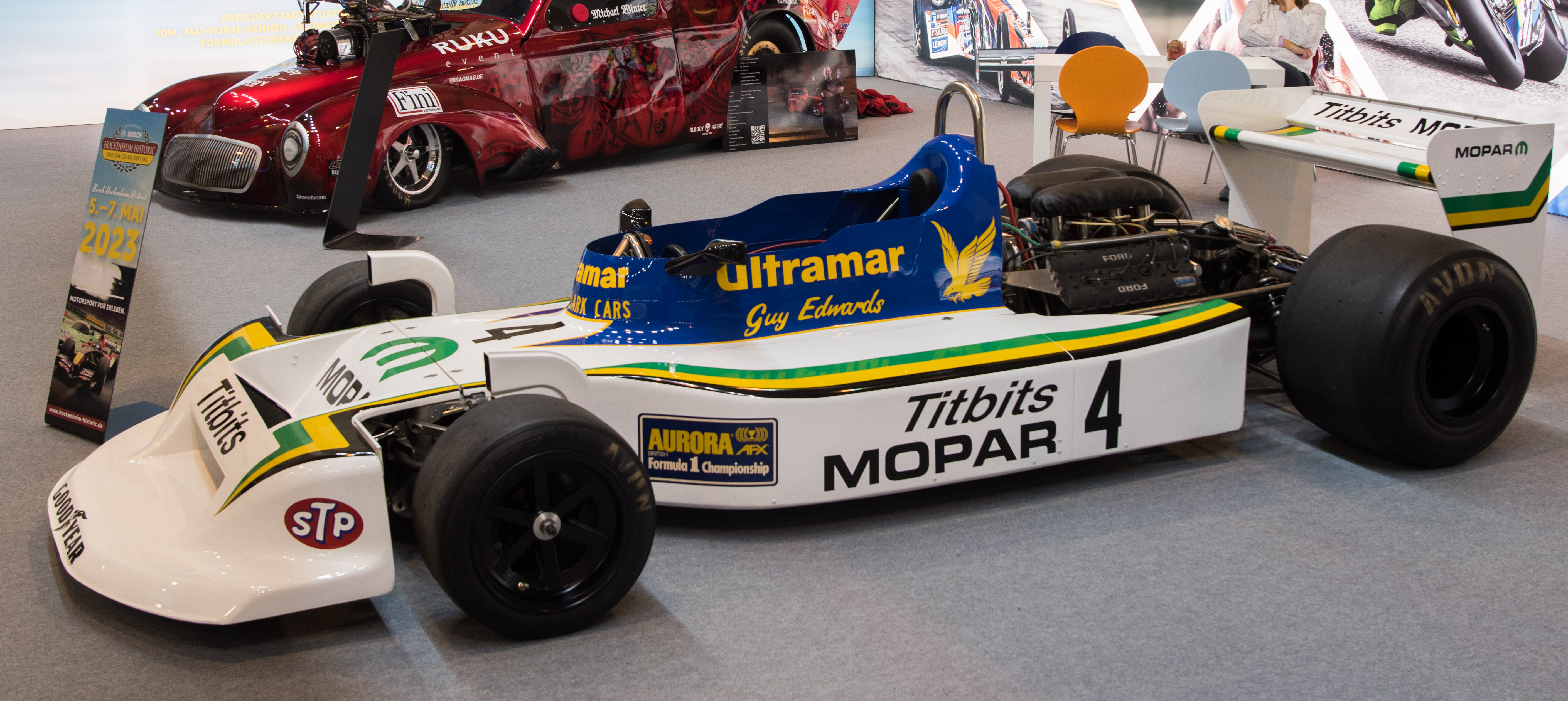
March 781 auf der Essen-Motor-Show 2022

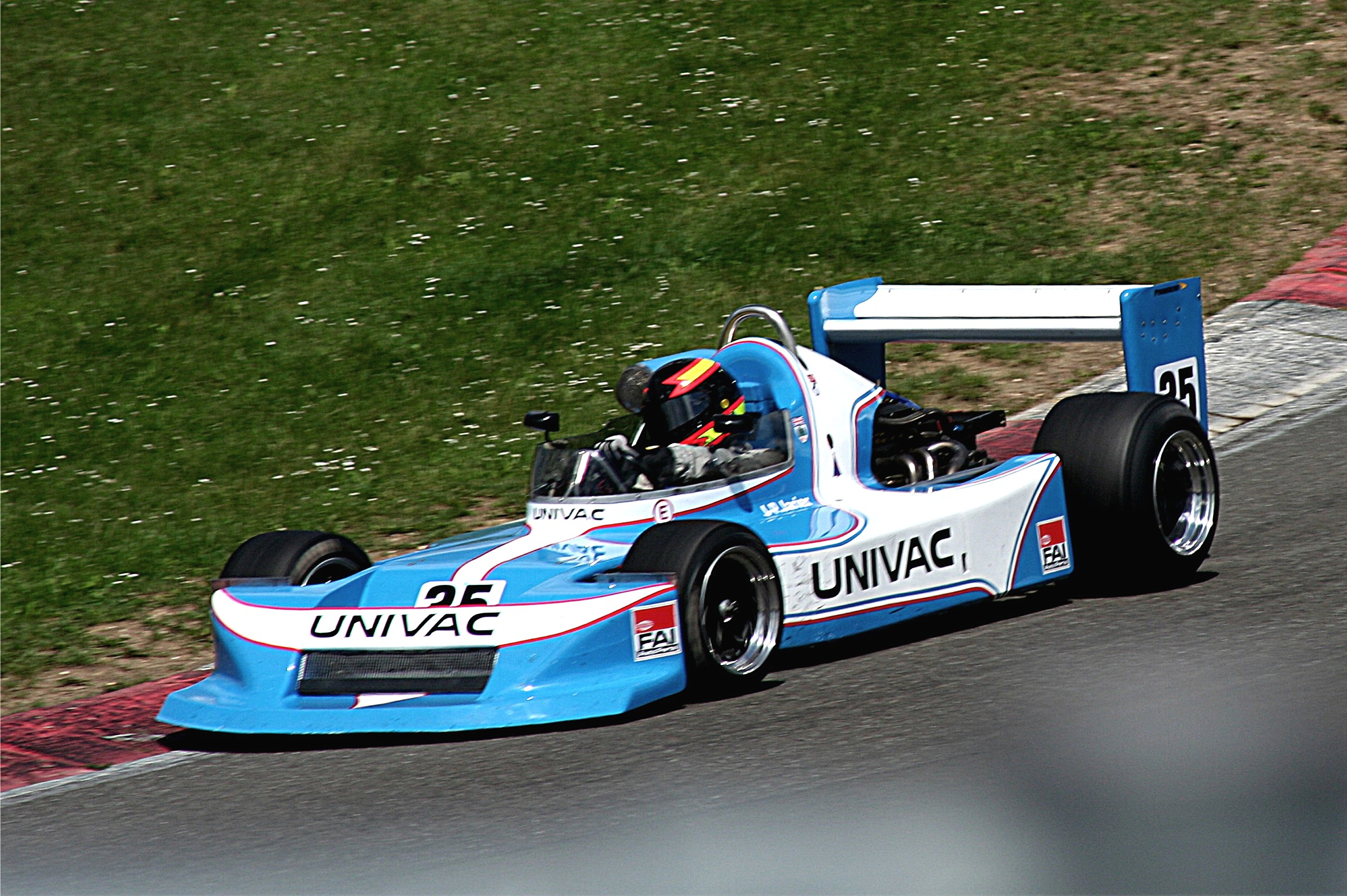
Ein March 782-Formel-2 von 1978; der 781 hatte die beinahe baugleiche Karosserie

Der March 781 war ein Formel-1-Rennwagen, der 1978 von March Engineering für den ausschließlichen Einsatz in der Aurora-AFX-Formel-1-Serie entwickelt wurde.

## Entwicklungsgeschichte
March hatte mit dem Ablauf der Formel-1-Saison 1977 seine Rennaktivitäten in der Formel-1-Weltmeisterschaft eingestellt, um sich auf den ertragreichen Bau von Monoposto-Rennfahrzeugen in den kleineren Klassen zu konzentrieren. Dennoch gab es 1978 einen March-Formel-1-Rennwagen; den 781. Die Aurora-AFX-Formel-1-Serie war die Nachfolgeserie der britischen Formel-5000-Meisterschaft, die mit Fahrzeugen der Rennformel 1 ausgefahren wurde. Für das erste Jahr ihres Bestehens entwickelte March zwei Chassis auf der Basis des March 771 und bezeichnete diese in der Analogie der Formel-1-Typologie 781. Der Wagen hatte die Technologie des Vorgängermodells, inklusive des drei Liter großen Cosworth-V8-Motors vom Typ DFV. Die Karosserie war fast deckungsgleich zum March 782, den das Team 1978 für die Formel 2 entwickelt hatte.

## Renngeschichte
Beide Wagen wurden von RAM Racing erworben und für die Aurora-Serie 1978  präpariert. Gefahren wurden die Wagen 1978 von Guy Edwards und dessen Landsmann Bruce Allison. Das Team konnte mit dem Fahrzeug drei Rennsiege verbuchen. Guy Edwards gewann den achten und elften Wertungslauf, die Oulton Park Formula 1 Trophy und die in Thruxton ausgefahrene Radio Victory Trophy. Bruce Allison siegte bei der Dave Lee Travis Trophy im Mallory Park. In der Endwertung der Meisterschaft belegten Edwards und Allion die Ränge vier und sechs. Zwei Versuche von RAM, mit dem Fahrzeug auch einen Weltmeisterschaftslauf zu bestreiten, scheiterten jeweils bereits im Vorfeld der Rennen an mangelnden finanziellen Mittel. Beim Großen Preis von Belgien hätte Patrick Nève am Steuer sitzen sollen und beim Rennen in Großbritannien Guy Edwards.
1979 erwarb der Österreicher Gerd Biechteler eines der Chassis und wurde beim Saisoneröffnungsrennen in Zolder Zehnter. Das zweite Fahrzeug wurde an Valentino Musetti verkauft.